# گوچنگوسوکوس
گوچنگوسوکوس (نام علمی: ') نام یک سرده از تیره سرخ‌سوسماران است.